# 朱友文
朱友文（9世纪？—912年），字德明，五代十國的開國君主朱温的養子之一，獲封博王。朱溫病重時被發動政變弑君篡位的朱友珪殺害，第二年朱友珪被推翻後獲平反。

## 生平
本姓康，名勤。幼美風姿、好學、善談論和詩。朱温認了他作假子。期後獲封為博王。908年，被任命為東京留守。嗜好喝酒，怠慢政务。曾任度支鹽鐵製置使，徵賦聚斂以供軍費。朱温十分宠爱这个义子，加以晚年与朱友文的妻子王氏有染，遂起心传位给这个义子。
乾化二年（912年），朱温病重，秘密命王氏召朱友文回京即位。朱温当时在世最年长的儿子郢王朱友珪大怒，入宫将其父朱温杀死，並假傳詔書，殺害朱友文全家，自登帝位。將弑君之罪加給朱友文，廢朱友文為庶人，將其名字改回康勤。第二年，末帝朱友貞誅殺朱友珪，即位後平反朱友文，追復了朱友文的姓名和官爵。

## 評價
朱友貞：故博王友文，才兼文武，識達古今，俾分憂於在浚之郊，亦共理於興王之地，一心無易，二紀於茲。嘗施惠於士民，實有勞於家國。

## 延伸阅读
[在维基数据编辑]
 《舊五代史·卷12》，出自薛居正《舊五代史》
 《新五代史·卷13》，出自歐陽修《新五代史》